# Hebepetalum
Hebepetalum là một chi thực vật có hoa trong họ Linaceae.

## Loài
Chi Hebepetalum gồm các loài: